# Priò
Priò (Priò in noneso) è una frazione del comune di Predaia della provincia di Trento. È situato ad una altitudine di 665 m ed ha una popolazione di poco più di 200 abitanti. L'economia è prettamente agricola e le mele costituiscono la monocoltura.

## Storia
Priò è stato un comune italiano istituito nel 1920 in seguito all'annessione della Venezia Tridentina al Regno d'Italia. Nel 1929 è stato aggregato al comune di Tres. Nel 1950 il territorio è stato ceduto al comune di Vervò che dal 2015 fa parte del comune sparso di Predaia.

## Monumenti e luoghi d'interesse

### Architetture religiose
- Chiesa di San Michele Arcangelo, parrocchiale